# Eupithecia accessata
Eupithecia accessata là một loài bướm đêm trong họ Geometridae.